# Zulieferer
Zulieferer, auch Zulieferant oder Unterlieferant, nennt man diejenigen Unternehmer und Betriebe, die die Teile für den Produktionsprozess liefern. Als wirtschaftlichen Sektor bezeichnet man damit speziell alle Unternehmen, die selbst keine endfertigen Produkte herstellen. Die Gesamtheit der Zulieferer und deren Lieferanten nennt man aus Sicht der Produktionsplanung die Lieferkette. In der modernen Produktion machen die zugelieferten Teile meist einen Großteil sowohl des gesamten Produkts wie auch der Wertschöpfung aus. Die Lieferkette stellt sich im Allgemeinen extrem verschachtelt dar und verzweigt sich international, was im Qualitätsmanagement eine große Herausforderung darstellt.
Unter die Gruppe fallen
- Hersteller von Halbzeug, das weiterbearbeitet wird;
- Auftragshersteller, zweckgebundene spezielle Lohnfertigung von Einzelteilen;
- Ausrüster, Hersteller von Komponenten (Baugruppen);
- Hersteller von im Prinzip fertigen Produkten, die von einem anderen Hersteller weiterverwendet werden

sowie alle Lieferanten eines solchen Produktes (Zwischenhändler).
Branchenspezifische Zulieferer:
- Automobilzulieferer